# Nikta
Nikta (Νýξ, Nýx) u grčkoj mitologiji boginja je noći i primordijalno božanstvo. Njezin je pandan u rimskoj mitologiji Nox (lat. "noć"; Vergilije).

## Etimologija
Niktino grčko ime Νýξ označava "noć", baš kao i njezin rimski pandan Nox.

## Kult
U Grčkoj je Nikta rijetko bila štovana. Prema Pauzaniju, imala je proročište u megarskoj akropoli. Često je stajala iza većine drugih kultova. Zbog toga je postojala statua zvana Noć u Artemidinim hramovima u Efezu.
Spartanci su imali kult Sna i Smrti, koje su smatrali blizancima, a Niktu su smatrali njihovom majkom. Naziv kulta sastojao se od sloga nyx-, a mnogi bogovi imaju taj slog u pridjevu koji ih opisuje, npr. Dioniz Nyktelios ("noćni") i Afrodita Philopannyx ("ona koja voli čitavu noć").

## Mitologija

### Nikta prema Heziodu
Prema Heziodovoj Teogoniji, Niktu je rodio Kaos, a i sama je imala brojne potomke. S bratom Erebom, Nikta rađa Etera ("atmosfera") i Hemeru ("dan"). Poslije, sama od sebe rađa Moma ("krivnja"), Pona ("umor"), Mora ("sudbina"), Tanatosa ("smrt"), Hipna ("san"), Hesperidu, Kere i Mojre, Apatiju ("izdaja"), Filota ("prijateljstvo"), Geru ("vrijeme") i Eridu ("razdor").
U njegovu opisu Tartara, Heziod govori da Hemera ("dan"), koja je Niktina sestra, a ne kći, napušta Tartar u isto doba kada Nikta ulazi u njega; kada se Hemera vrati, Nikta odlazi. Ovo odražava Ratrijevo prikazivanje "noći" u Rgvedi, gdje ona radi u bliskoj suradnji i sa sestrom Ushasom ("zora").

### Nikta prema Homeru
U 14. pjevanju Homerove Ilijade, postoji zanimljiv citat Hipna, nižeg božanstva sna, u kojem on podsjeća Heru na staru uslugu koju joj je ispunio kad ga je zamolila da uspava Zeusa. Jednom, Hipno je uspavao Zeusa zbog Herine molbe, dopustivši joj da na Herakla (koji se morem vraćao iz Laomedonove Troje) baci veliku nesreću. Zeus se razbjesnio i ugušio bi Hipna u moru da ovaj u strahu nije pobjegao Nikti, svojoj majci. Hipno joj je, da je ne bi razljutio, rekao da se ništa nije dogodilo, te je na taj način izbjegao Zeusov gnjev.

### Nikta u orfičkoj poeziji
Nikta je imala važniju ulogu u nekoliko pjesama posvećenih Orfeju. U njima je Nikta, umjesto Kaosa, prvotno božanstvo iz kojeg su kasnije nastajali bogovi i Titani. Nikta se nalazi u pećini, u kojoj daje proročanstva. Kron - koji je unutra vezan, uspavan i opijen medom – sanja i proriče. Izvan pećine, Adrasteja udara u svoje timpane, pomičući cijeli svemir u ekstatičan ples, u ritmu Niktina čaranja.

### Ostali grčki zapisi
Nikta je prvotno božanstvo u uvodnom pjevanju Aristofanove komedije Ptice. Ovdje je Nikta Erosova majka. U ostalim zapisima, spominje se da je Haronova majka (s Erebom) i Ftonova (s Dionizom (?)).
Tematika Niktine pećine ili kuće, ispod oceana (prema Heziodu) ili negdje na samom rubu svijeta vjerojatno se odražava u Parmenidovim pjesmama.

## Vanjske poveznice
- Nikta u grčkoj mitologiji (engl.)
- 21. lipnja 2006. Međunarodna astronomska unija preimenovala je novootkriveni Plutonov satelit (S/2005 P 2) u Niktino ime i u njezinu čast. (engl.)